# Sentimiento antijaponés en China

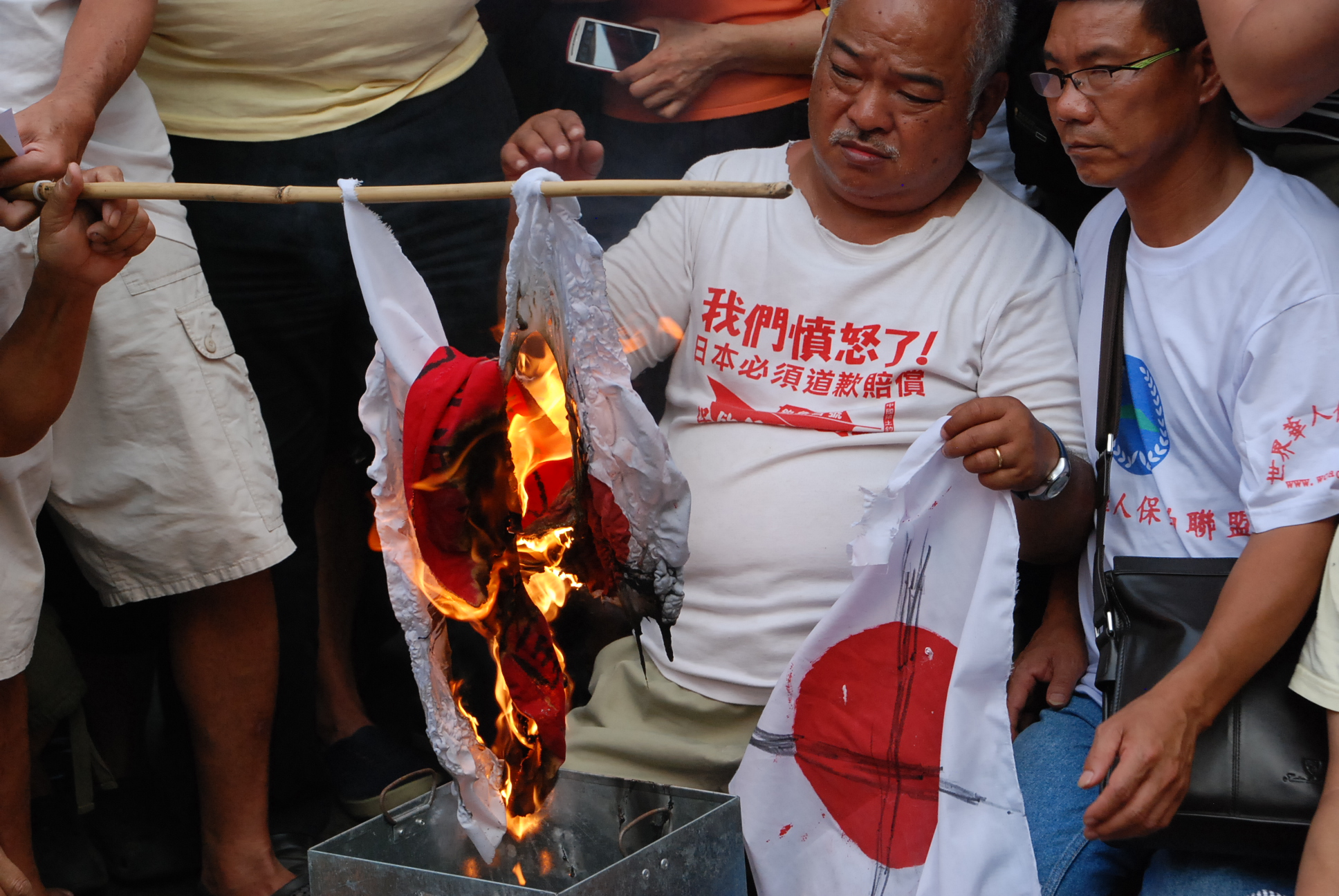
Quema y rayados de banderas japonesas en Hong Kong durante la disputa por las Islas Diaoyutai (o Senkaku en japonés) del año 2012.

El sentimiento antijaponés en China es un tema con raíces modernas (posteriores a 1868) que a menudo se vinculan a conflictos nacionalistas o de interpretación histórica, en particular sobre los textos de historia japonesa.
Hacia el final de la Dinastía Qing Japón anexó partes de China y la insatisfacción con el acuerdo y Veintiuna exigencias del gobierno japonés motivó un severo boicot de productos japoneses en China. El resentimiento en China se incrementó por las atrocidades de la segunda guerra sino-japonesa y las acciones posguerra de Japón. Este sentimiento también puede verse influido, al menos en parte, por sentimientos racistas contra chinos y taiwaneses en Japón.

## Efectos de la Segunda Guerra Mundial
La mayoría de las razones para el sentimiento antijaponés en China puede atribuirse directamente a la segunda guerra sino-japonesa, que fue uno de los escenarios de la Segunda Guerra Mundial. Como consecuencia de la guerra, China sufrió más de 20 millones de muertes de civiles y 3 millones de bajas militares, así como la muerte de otros 23 millones de civiles chinos en el Sureste Asiático. Además, la guerra causó un estimado de $ 383,3 mil millones de dólares en daños y creó 95 millones de refugiados. Manchuria estuvo bajo el control japonés en 1931 como un estado títere llamado Manchukuo y a partir de 1937 muchas grandes ciudades como Nankín, Shanghái y Pekín, entre otras, fueron ocupadas por los japoneses. Algunos de los incidentes ocurridos en ese período fueron la Masacre de Nankín, las investigaciones sobre guerra biológica realizadas en Manchuria, por la Unidad 731, una unidad médica del ejército japonés, utilizando civiles chinos como sujetos de prueba, que se conoce como humanos 'logs' en las revistas médicas, y la utilización forzadas de mujeres de muchos países asiáticos, incluida China, como prostitutas al servicio de militares (a menudo referidas como "mujeres de confort") en zonas de ocupación japonesa.

## Temas de la postguerra
La inclusión de algunos criminales de guerra entre los veteranos de guerra japoneses que son venerados en el Santuario Yasukuni, con el consiguiente tratamiento como kami o espíritus importantes, provoca un gran resentimiento que es agravado porque el santuario declara abiertamente que el objetivo de la participación militar de Japón en Asia fue el de traer la prosperidad y la liberación a los asiáticos. A ello se agregan los intentos de blanquear en los libros de historia escolares el papel de Japón en la guerra mediante la atenuación de algunos hechos y la eliminación de la mención de otros. Por otra parte, algunos medios de comunicación populares, tales como cómics, libros, películas o documentales referidos a la participación de Japón en la guerra, omiten la mención de las atrocidades para no afectar los sentimientos nacionalistas o populares. Como ejemplos, los críticos señalan al retiro del libro La violación de Nanking de Iris Chang, de la publicación que estaba prevista, y la censura de escenas de la masacre de Nankín en el estreno en cines de Japón de El Último Emperador.
Aunque China ha renunciado al derecho a las reparaciones de guerra de Japón en el Joint Communiqué en 1972, Japón otorgó asistencia al desarrollo, por valor de 3 billones de yenes (30 millones de dólares, el 90% de los cuales son préstamos de bajo interés). En Japón, esto fue percibido como una forma de reparar a China por la agresión militar del pasado. Según las estimaciones, las cuentas de Japón por más de 60 por ciento de la AOD de China recibida. Alrededor del 25 por ciento de la financiación de todos los proyectos de infraestructura de China entre 1994 y 1998 - que incluyen carreteras, ferrocarriles, sistemas de telecomunicaciones y puertos - vino de Japón.
La ayuda japonesa a China fue rara vez formalmente publicitada al pueblo chino por su gobierno, hasta que Japón anunció que la ayuda debía ser eliminada. Finalmente fue reconocido públicamente por el primer ministro chino Wen Jiabao en abril de 2007 durante su viaje a Japón.
Hay una percepción entre algunos chinos de que Estados Unidos, Japón y Taiwán están tratando de contener a China. El debate más reciente en Japón sobre la revisión del Artículo 9 de la Constitución de Japón, la cláusula de renuncia a la guerra, es vista con sospecha de una posible re-militarización. El sentimiento antijaponés en China también se destaca por la calificación de varios destacados políticos de Taiwán (especialmente los que defienden la independencia de Taiwán) con un término denigrante usado en China cuya traducción literal aproximada sería la de "japoneses serviles" por los medios de comunicación estatales.

## Temas contemporáneos
Los temas acerca de la Segunda Guerra Mundial continúan generando malestar en China. Una cuestión es la eliminación de Japón de las armas químicas abandonadas en China por las tropas japonesas al final de la guerra. La estimación de la Convención sobre las Armas Químicas (CAQ), que entró en vigor en abril de 1997, y el Memorándum sobre la destrucción de armas químicas japonesas desechados en China, firmado el 30 de julio de 1999, exige a Japón a disponer de unas 700.000 personas abandonaron las armas químicas (en japonés ), pero Japón no pudo completar el trabajo a tiempo y solicitó una prórroga de cinco años  , 
Demandantes chinos demandando al gobierno japonés sobre los accidentes causados por el descubrimiento de gas venenoso han tenido dificultades para obtener la satisfacción de los tribunales japoneses. 43 personas resultaron heridas en un accidente de 2003, y cinco familiares de un fallecido hasta el momento han tenido éxito en su demanda de 1.43 millones de yenes (11,8 millones dólares EE. UU., € 9,1 millones), así como los gastos médicos y pérdidas de ingresos debido a los problemas de salud. , . Tales asuntos continúan causando mala voluntad.
El 13 de marzo de 2007, el Tribunal Superior de Tokio confirmó una sentencia de primera instancia y desestimó las reclamaciones de indemnización de cuatro chinos que resultaron heridos y uno muerto un pariente de la exposición a armas químicas abandonadas por Japón en China a finales de la guerra. Juez Presidente Hiromitsu Okita dijo que el gobierno japonés no era responsable de la muerte o lesiones de las armas, diciendo que no podría haber llevado a cabo una verdadera búsqueda de armas en otro país. Los demandantes habían solicitado representan el 80 millones de yenes del gobierno japonés. El tribunal dijo que el Estado no estaba obligado a realizar una búsqueda o para pagar los daños "porque no se puede decir que los acusados podrían haber evitado el resultado" de la muerte y lesiones en el caso, de acuerdo con Japan Times. Hubo por lo menos 700.000 piezas de armas químicas enterradas en Japón, China, con la información del sitio destruido por el ejército japonés según el Ministerio japonés de Asuntos Exteriores. Tales demandas han sido presentadas antes pero los tribunales japoneses han rechazado la mayoría de las reclamaciones presentadas por cada una de las víctimas de delitos de guerra la Segunda Guerra Mundial hasta la fecha.
En marzo de 2007, el primer ministro japonés, Shinzo Abe, desató una disputa sobre las "mujeres de comfort". Alrededor de un grupo de 120 legisladores del partido en el Gobierno de Abe quieren que el primer ministro revise la disculpa oficial. Los legisladores dicen que no hay pruebas que sugieran que el Ejército japonés participó directamente en coaccionar a las mujeres. Dijeron que iban a presentar al gobierno con una petición la semana siguiente exigiendo una reescritura de la disculpa, que consideran una mancha en el honor nacional de Japón. Abe dijo a los reporteros en su oficina de Tokio, que comparte la creencia de que no había ninguna prueba directa de la participación de los militares. "El hecho es que no hay pruebas que demuestren que hubo coerción ", dijo de acuerdo con LA Times. Abe dijo que el Gobierno coopera con un estudio que se llevó a cabo por un grupo de diputados liberales del Partido Demócrata que se muestran escépticos ante las afirmaciones de que miles de mujeres asiáticas fueron forzadas a trabajar en burdeles militares japoneses antes y durante la Segunda Guerra Mundial, de acuerdo con el Guardian. Tras la condena de todo el mundo, Abe se disculpó cualificada, diciendo que "quiero expresar mi simpatía por las dificultades que sufrieron y ofrecer mis disculpas por la situación en que se encontraban" Abe dijo el legislador cuando se pulsa sobre lo que le diría a la envejecimiento de los sobrevivientes de las "mujeres de comfort" del sistema. "Como el primer ministro, me disculpo", según el LA Times.
Las continuas visitas de los políticos japoneses al Santuario Yasukuni, y la reciente aprobación de un texto que resta importancia a la Violación de Nankín y el papel de la esclavas sexuales en el Ejército Imperial Japonés también han despertado el sentimiento de China. Campaña de Japón para convertirse en miembro permanente del Consejo de Seguridad de las Naciones Unidas se ha encontrado con una fuerte oposición entre el pueblo chino, y las Islas Diaoyu / Islas Senkaku, actualmente controlada y reclamadas por Japón, pero reclamadas también, tanto por la República Popular China y la República de China, siguen siendo un punto de fricción y un enfoque simbólico de un sentimiento antijaponés en China.
La acumulación de un sentimiento antijaponés, con la ayuda de sitios web, ya había sido señalada por los medios de comunicación occidentales a principios de 2005. En la primavera de 2005, manifestaciones antijaponesas fueron organizadas por elementos anti-nipones en varias ciudades de China. La Internet, incluyendo servicios de mensajería instantánea fueron utilizadas en la organización de grupos de manifestantes para tomar parte en las protestas. Muchos fueron pidiendo el boicot a los productos japoneses. Fuera de China, estas manifestaciones eran vistas con escepticismo, en parte porque el Gobierno de China no suele permitir manifestaciones sin la aprobación del gobierno. El resultado fue una disculpa por parte del PM japonés.
Preocupación por el sentimiento antijaponés se cree que está detrás de la decisión de la censura china de prohibir la película Memorias de una Geisha el 1 de febrero de 2006. El hecho de que las actrices chinas interpretaran geishas japonesas, que a menudo se consideran erróneamente como prostitutas en China, ha causado una considerable controversia entre algunos elementos de la población china.
Ha habido varios informes de que las tiendas, restaurantes, instituciones públicas y los hospitales en China, se niegan a servir a los clientes japoneses, porque estos no se disculpan por la invasión de China.

### Anti-japonismo en eventos deportivos

#### Copa Asiática 2004
Durante la Copa Asiática 2004, un campeonato de fútbol celebrado en China, los aficionados chinos abuchearon al equipo japonés durante la interpretación del himno nacional japonés en los partidos japoneses con varios países, incluida China. Excepto para el partido contra Baréin, los aficionados japoneses fueron instruidos por la policía local a no utilizar "pancartas, banderas, instrumentos musicales, o usar los uniformes del equipo" y se les pidió que se abstengan de aplaudir. El vuelo a Pekín, el lugar de celebración de la final contra China, se retrasó dos horas debido a los manifestantes chinos en el Aeropuerto Internacional de Pekín. Después que el campeón defensor Japón derrotó a China en la final por 3-1, estalló una protesta de China, y el automóvil del embajador de Japón fue severamente dañado.

#### Copa Mundial Femenina de Fútbol de 2007
En el último partido del grupo A del Copa Mundial Femenina de Fútbol de 2007 celebrado en Hangzhou, decenas de miles de espectadores chinos presentes aplaudieron para el equipo alemán y abuchearon el equipo japonés con vehemencia. Japón fue derrotado por Alemania y eliminado del torneo antes de tiempo. Las jugadoras japonesas más tarde levantaron una bandera para agradecer a China ("Arigato 謝謝 (Xie Xie) China") al final del juego, mientras el público aplaudía en la respuesta. El incidente causó controversia de menor importancia en China durante el nacionalismo chino y el sentimiento antijaponés se muestra en el juego.
El juego fue originalmente planeado, que se celebrara el 18 de septiembre, cuando ocurrió el Incidente de Mukden. Debido a la naturaleza sensible de la fecha en China, se celebró un día antes.

### East Asian Cup 2008
Durante el Campeonato de Fútbol del Este de Asia 2008, los aficionados chinos abuchearon al equipo japonés durante la reproducción del himno nacional japonés de nuevo, en el primer partido del  equipo japonés con el norcoreano en Chongqing el 17 de febrero. La actitud de los aficionados chinos no ha mejorado pese a las advertencias de la policía antes del partido. Después del partido entre el equipo japonés y el  equipo nacional chino el 20 de febrero, en la que el equipo chino fue derrotado, un pequeño grupo de aficionados chinos quemaron la  bandera nacional japonesa  y abuchearon al equipo japonés con el término despectivo de, xiǎo Rìběn (小日本, pequeño japonés).

## Política
Algunos creen que el sentimiento antijaponés en China es en parte el resultado de la manipulación política de la Partido Comunista de China.
Según este punto de vista, Mao Zedong y el Partido Comunista alegó la victoria contra los invasores japoneses como parte de su legado. Inicialmente, no hubo necesidad de recurrir a un sentimiento antijaponés, porque los principales enemigos del nuevo país fueron los Estados Unidos y más tarde la Unión Soviética.
Tras el fracaso del Gran Salto Adelante y la interrupción de la Revolución Cultural, Deng Xiaoping y otros líderes decidió tomar el país en una senda de desarrollo económico basado en la economía de mercado, sin renunciar a la fuerza del partido en el poder político. Según esta opinión, el gobierno recurrió al nacionalismo, incluyendo un llamamiento a la lucha contra el PCCh credenciales de japoneses, a fin de reafirmar su legitimidad para dirigir el país y aliviar las tensiones inevitables que acompañan al crecimiento económico rápido. Esta tendencia se intensificó por Jiang Zemin, bajo cuyo liderazgo (según muchos estudiosos extranjeros y los japoneses creen) las escuelas chinas empezaron a inculcar la retórica antijaponesa en los estudiantes. La propaganda antijaponesa en China continúa hoy, con las cuentas más matizada de la Guerra de censuradas.
Hoy en día, las encuestas han demostrado que el sentimiento antijaponés en China es más alta entre la actual generación que entre los chinos que en realidad vivieron a través de la ocupación de la segunda guerra sino-japonesa.